# 芝加哥瑞吉酒店
芝加哥瑞吉酒店，曾用名万达远景大厦，是一栋位于美国伊利诺伊州芝加哥卢普区內的超高层摩天大楼，是湖滨东（Lakeshore East）的一部分，临近芝加哥河和密歇根湖。芝加哥瑞吉酒店是世界最高由女设计师设计的大厦，目前是芝加哥第三高樓。工程於2016年動工，2020年完工。